# Shen Ping
Shen Ping (chiń. 沈平) – chiński dyplomata.
Ambasador Chińskiej Republiki Ludowej w Republice Włoskiej od kwietnia 1971 do czerwca 1974 roku. Następnie pełnił funkcję ambasadora w Królestwie Tajlandii od sierpnia 1981 do sierpnia 1985 roku. Później był jeszcze ambasadorem w Królestwie Kambodży od kwietnia 1983 do marca 1985 roku.